# 競馬 (馬經)
《競馬》，又名《競馬Fact Check》，是一份在香港發行的賽馬報章，主要由前《蘋果日報》馬經版人士組成，逢排位日中午及賽馬日早上發行。2021年9月1日首度發行排位版，而9月5日則首度發行賽日版。

## 主要馬評家
- 廖浩賢
- 積奇
- 子健
- 魯賓遜
- 周邦華
- 金寶